# Arlecchino (album)
Arlecchino è il secondo album di Mango, pubblicato nel 1979 dell'etichetta 
Numero Uno.

## Il disco
Anche questo lavoro, come il primo, non ottenne successo commerciale, ma suscitò l'interesse di alcuni artisti del panorama pop italiano. Dall'album venne estratto il singolo Angela ormai/L'acquazzone, ma di maggior risalto è Sentirti, primo brano composto da Mango all'età di quindici anni,, inciso da Patty Pravo durante la registrazione di Miss italia (1977), divenendo il singolo di punta dell'album dopo Pensiero Stupendo. La Pravo ne registrò anche il relativo video trasmesso  all'interno del controverso varietà Stryx, nel 1978 su Rete 2 (l'odierna Rai 2). Del brano esiste anche una cover di Mietta datata 2003. Lo stesso Mango lo ripropose in diversi concerti.

## Tracce
Lato A
1. L'acquazzone – 3:48 (testo: P. Mango, A. Mango)
2. Arlecchino – 3:30 (testo: P. Mango, A. Mango)
3. Maria wuoruwuon – 2:46 (testo: P. Mango, A. Mango)
4. Donna magra – 4:20 (testo: P. Mango, A. Mango)
5. Un tocco di sogno – 3:48 (testo: P. Mango, A. Mango)

Lato B
1. Angela ormai – 4:04 (testo: P. Mango, A. Mango)
2. Tutto d'un fiato – 3:58 (testo: P. Mango, A. Mango)
3. Verde mare, verde menta – 3:22 (testo: P. Mango, A. Mango)
4. Strade del sud – 3:16 (testo: P. Mango, A. Mango)
5. Sentirti – 2:35 (testo: P. Mango, A. Mango)

## Formazione
- Mango: voce
- Ernesto Massimo Verardi: chitarra acustica
- Dino D'Autorio: basso (in Angela ormai)
- Celso Valli: pianoforte, vocoder, mellotron, sintetizzatore
- Claudio Bazzari: chitarra acustica, chitarra elettrica
- Aldo Banfi: mellotron, vocoder, sintetizzatore
- Gigi Cappellotto: basso (in Un tocco di sogno)
- Flaviano Cuffari: batteria
- Claudio Pascoli: sax contralto
- Bruno De Filippi: armonica (in Maria wuoruwuon)

## Collaboratori
- Arrangiamenti: Celso Valli
- Registrazioni effettuate presso lo studio Il Mulino - Milano
- Tecnico del suono e mix: Piero Bravin
- Realizzazione: Armando Mango, Mango